# Maximumkort
Et maximumkort er et postkort med et frimærke påsat postkortets billedside, hvor postkortets billedmotiv svarer til frimærkets billedmotiv, og muligvis med et passende poststempel, som regel i form af et særstempel. Målet er, at opnå et maksimalt sammenfald af motiv, sted og tid i de tre elementer: postkort, frimærke og stempel. Dette særlige filatelistiske samleområde kaldes for maximumfilateli. Indenfor dette samleområde overlapper filateli (frimærke og poststempel) med deltiologi (postkort). Nogle samlere af disse kort bestræber sig på at få frimærket afstemplet på dets udgivelsesdag med et passende særstempel
| Filateli | Spire Denne artikel relateret til filateli er en spire som bør udbygges. Du er velkommen til at hjælpe Wikipedia ved at udvide den. |